# Cecilie Tenfjord-Toftby
Cecilie Tenfjord-Toftby (ur. 3 stycznia 1970) – szwedzka polityk, parlamentarzystka.

## Życiorys
Urodziła się w Norwegii. Do Szwecji przeniosła się z rodziną w połowie lat 90. Od 2001 związana z samorządem miasta Borås, pełniła funkcję radnej. Zaangażowała się w działalność Umiarkowanej Partii Koalicyjnej. W 2008 objęła wakujący mandat deputowanej do Riksdagu. W wyborach parlamentarnych w 2010, 2014 i 2018 z powodzeniem ubiegała się o reelekcję. Została członkinią szwedzkiej delegacji do Rady Nordyckiej.